# Вераси (зупинний пункт)
Вераси (біл. Верасы) — пасажирський залізничний зупинний пункт Берестейського відділення Білоруської залізниці на неелектрифікованій лінії Берестя-Південний — Влодава між станцією Бернади та зупинним пунктом Прилуки. Розташований за 7,2 км на північний захід від селища Мухавець Берестейського району Берестейської області.